# MBT-70
Il MBT 70 era un carro armato sperimentale nato dalla cooperazione tra Repubblica Federale Tedesca e Stati Uniti d'America negli anni sessanta del XX secolo e rimasto allo stadio sperimentale.

## Storia

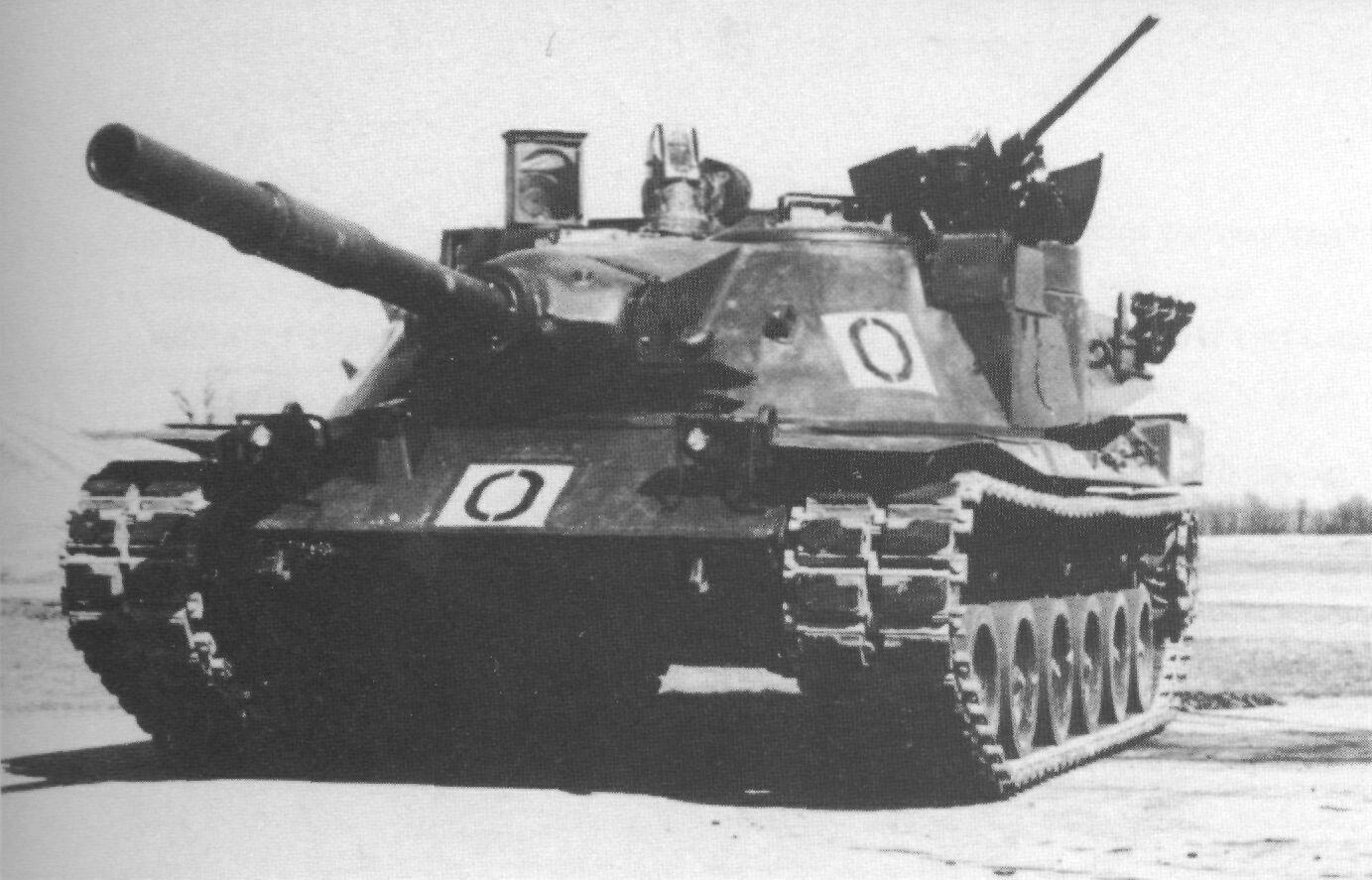
Vista frontale di un carro armato MBT-70 statunitense.

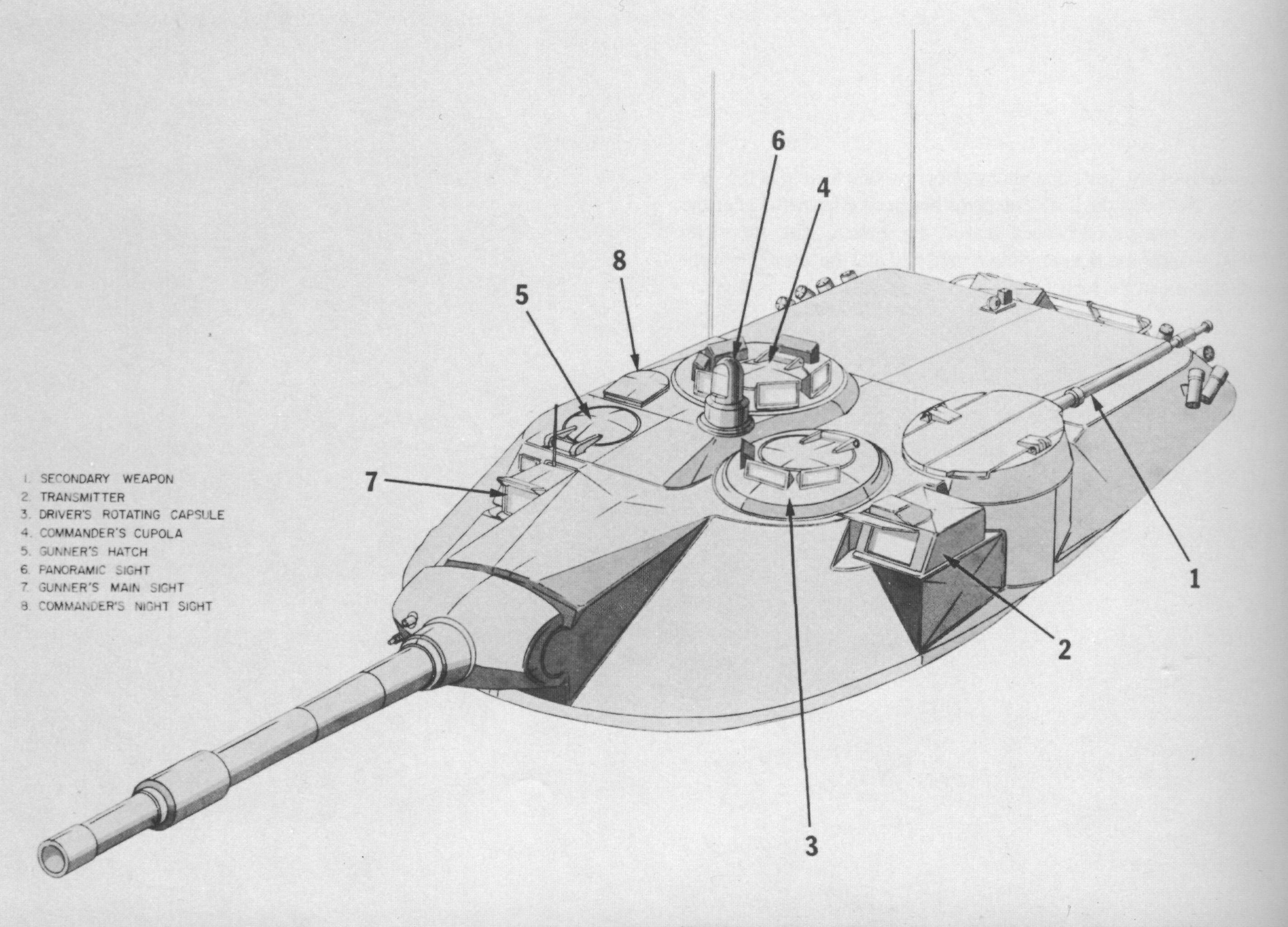
La torretta del Kampfpanzer 70 con la distribuzione dei posti per l'equipaggio, nonché la disposizione del sistema di condotta del tiro.

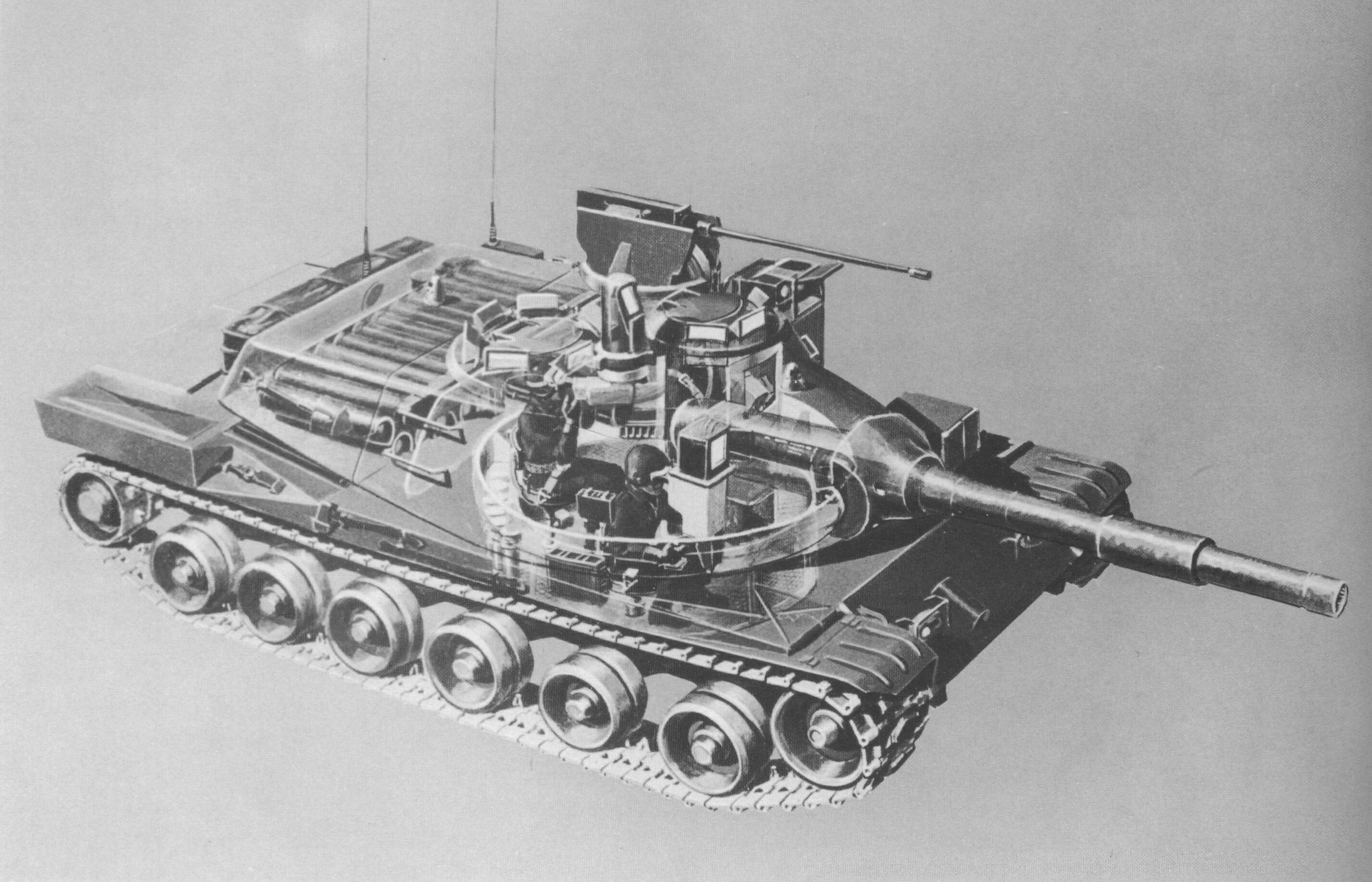
Disposizione dei membri dell'equipaggio e design degli interni del carro.

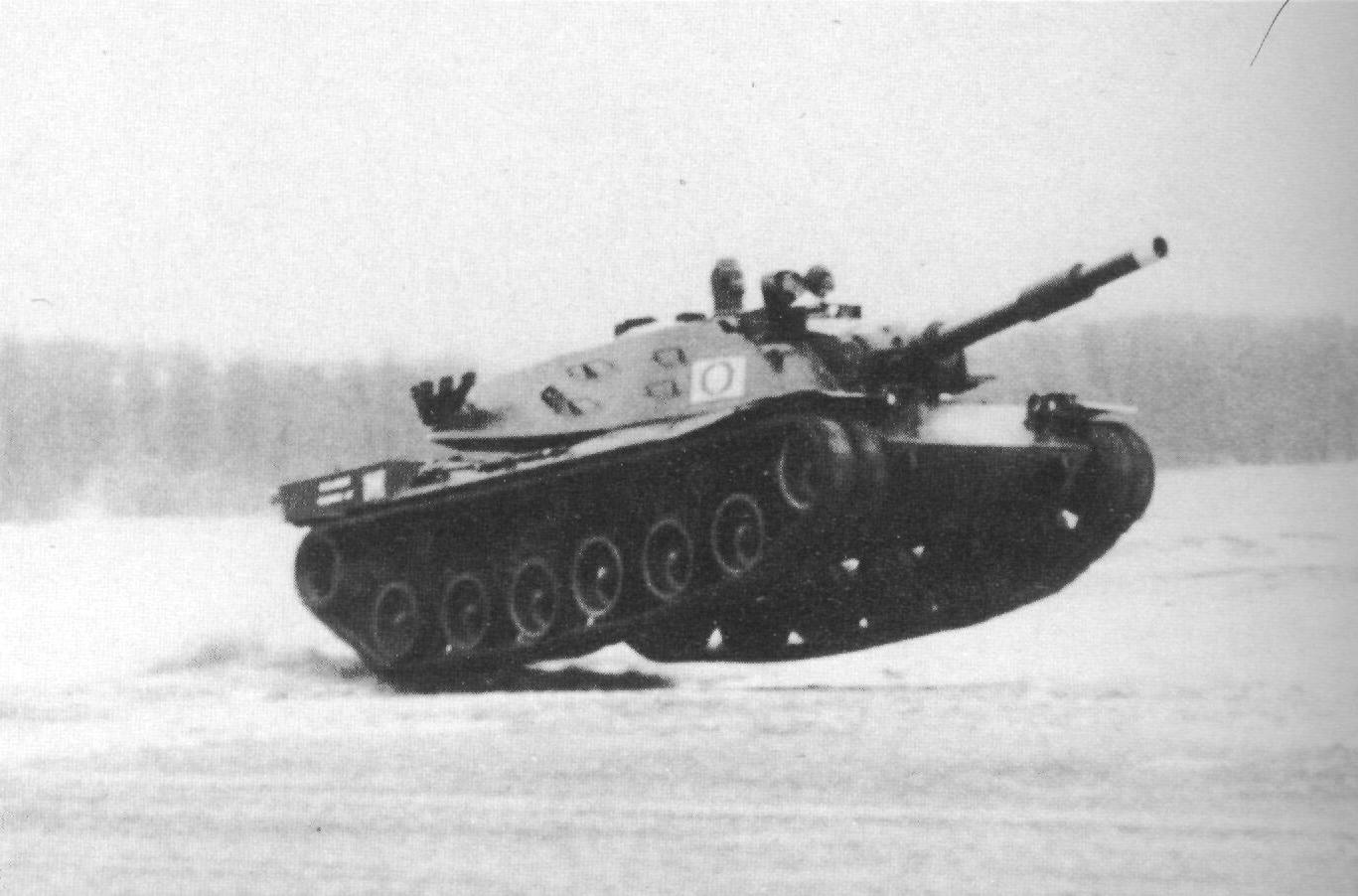
Un KPZ-70 alle prove di guida sull'Aberdeen Proving Ground.

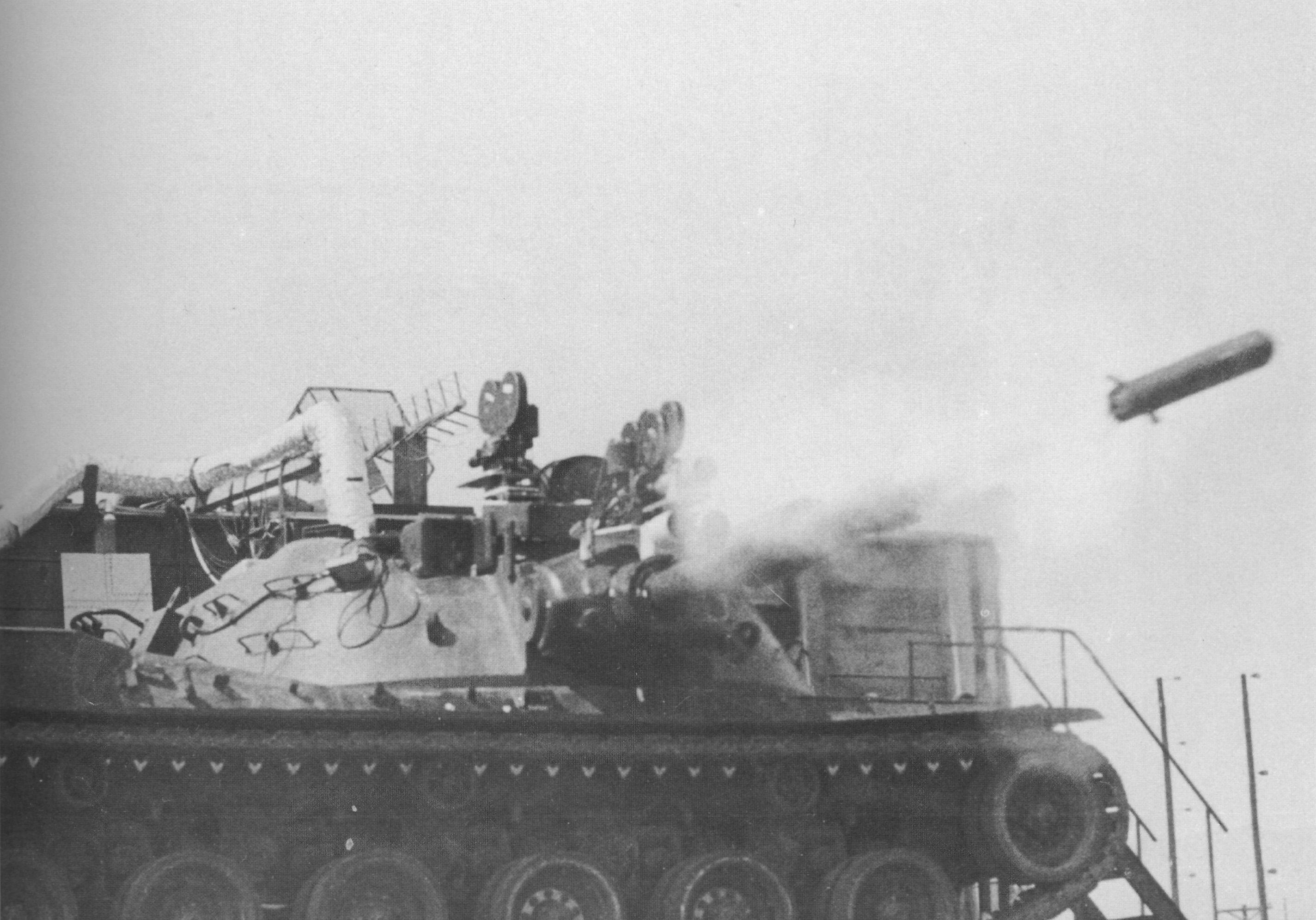
Un missile MGM-51 Shillelagh nel momento in cui esce dalla bocca del cannone.

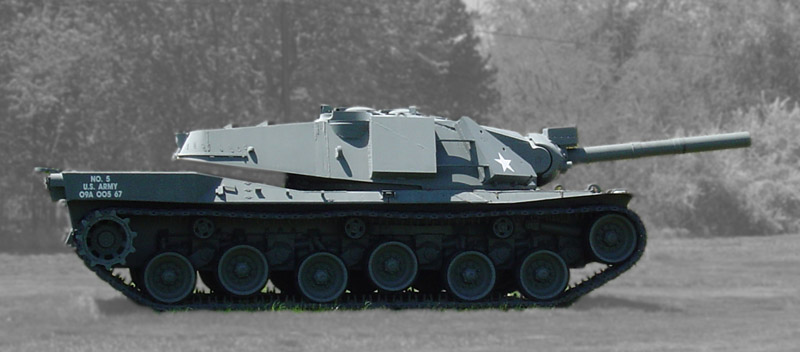
Vista laterale di un carro MBT-70 con protezioni aggiuntive sui due lati della zona frontale.

Nel corso degli anni sessanta del XX secolo le forze corazzate dei paesi della NATO schierate in Europa centrale disponevano dei carri armati M47, M48, M60, e Leopard 1. Ad essi si aggiungevano gli AMX-30 francesi, i Centurion canadesi e i Chieftain britannici. Di contro le forze corazzate del Patto di Varsavia schieravano i T-54 e T-55, mentre stavano entrando in servizio un gran numero di T-62 e si stavano provando i primi T-64. Per migliorare la situazione venne progettata una versione migliorata del carro tedesco Leopard 1, ma questa soluzione fu presto abbandonata per avviare la realizzazione di un moderno carro armato (MBT - Main Battle Tank), dotato di elevate prestazioni e che doveva mantenere una superiorità tecnologica nei confronti dei carri sovietici destinata a durare per molto tempo. Il 1 agosto 1963, con l'appoggio dell'allora i rappresentanti dei governi della Germania Ovest e degli Stati Uniti d'America, il Segretario di Stato alla Difesa Robert McNamara e il Ministro della Difesa Federale Kai-Uwe von Hassel, firmarono un accordo per la realizzazione del nuovo carro armato particolarmente avanzato concepito espressamente per le operazioni in un teatro operativo ad alta intensità come quello dell'Europa Centrale. Esso doveva equipaggiate gli eserciti dei due paesi, e l'accordo rappresentava un primo passo per arrivare ad una uniformazione dei materiali in ambito NATO al fine di assicurare l'interscambio dei materiali di rispetto, fino al livello di viti e bulloni. Il governo tedesco decise comunque di sviluppare in parallelo un altro carro armato, il Kampfpanzers 70 Keiler, armato con un cannone stabilizzato a canna lunga da 120 mm, con gittata di 2 000 metri.
Le specifiche del nuovo MBT (KPZ per i tedeschi) prevedevano un peso di circa 50 tonnellate, e uno scafo dotato di sistema di sospensioni di tipo oleopneumatico che consentisse di poter regolare il suo assetto in rapporto al suolo in maniera di compensare i dislivelli del terreno, permettendo anche di abbassare lo scafo per rendere più difficile la vista del carro da parte del nemico, o comunque di regolarne la sua inclinazione. La corazzatura doveva essere del tipo “spaziata” nella parte frontale della torretta e dello scafo, mentre l'apparato propulsore doveva consentire una potenza specifica del mezzo di 30 HP/t. L'armamento principale prevedeva un cannone/lanciamissili da 152 mm completamente stabilizzato per consentire di sparare con il carro in movimento, dotato di un sistema di condotta del tiro molto sofisticato ed in grado di centrare il bersaglio al primo colpo che consentiva il suo impiego anche di notte. Il cannone era dotato di sistema di caricamento automatico, cioè senza servente, per ridurre a tre i membri dell'equipaggio ed aumentare la cadenza del tiro. Vi era un armamento secondario indipendente dal principale, a comando remoto, che poteva ingaggiare sia bersagli terrestri che aerei. Il carro doveva essere equipaggiato con sistemi NBC al fine di poter essere impiegato in ambienti contaminati dall'impiego di armi nucleari.
La caratteristica principale di questo nuovo carro era costituita dal fatto che tutti e tre i membri dell'equipaggio erano posizionati nella torretta. Inoltre il conduttore era posizionato in una struttura rotante indipendente dai movimenti della torretta principale, posizionata sul lato sinistro, che gli consentiva di essere sempre rivolto verso la direzione di marcia del carro armato. Questa soluzione consentiva alla torretta di sfruttare lo spazio frontale dello scafo abitualmente occupato dal conduttore, ma costituiva una grande complicazione tanto che non fu poi ripetuta su nessun nuovo carro tedesco o americano. Nel mese di agosto fu definito l'armamento principale costituito dall'obice lanciamissili XM-150 calibro 152 mm in grado di utilizzare il missile controcarro polivalente MGM-51 Shillelagh, e si ebbe una prima stima del costo di sviluppo del veicolo, stabilita in 80 milioni di dollari. Una successiva analisi più accurata portò il costo di sviluppo del carro alla somma di 136 milioni di dollari.
I lavori di elaborazione del progetto iniziarono nel 1964 sotto la direzione dell'ingegnere Engelmann per il governo tedesco e del maggior generale Dolvin per quello statunitense. Essi furono affidati a due consorzi che costituivano il Joint Design Team a cui aderivano la General Motors e la Allison per gli USA e la Deutsche Entwicklungsgesellellschaft (DEG) per la Germania Ovest. Il progetto definitivo fu approvato dai due governi nel marzo 1965, definendo anche la spartizione della produzione dei 34 componenti di base del nuovo carro di cui 18 sarebbero state prodotti in Germania, 6 negli Stati Uniti d'America e 10 congiuntamente. Nel maggio 1966 venne stipulato l'accordo per la produzione di 8 prototipi per ciascun paese, che vennero poi ridotti a sei nel febbraio 1968, tutti basati sul nuovo mock-up. Il primo chassis sperimentale statunitense fu completato nel giugno 1968, mentre il primo test ring del modello tedesco fu pronto già nel settembre 1966. Nell'ottobre 1966 vi fu il confronto tra i due tipi di sistema di sospensione idropneumatici del treno di rotolamento, che dimostrarono la superiorità del sistema tedesco messo a punto dalla Frieseke & Hopfner. Nel febbraio 1967 fu completato il primo scafo sperimentale tedesco equipaggiato con motore Daimler-Benz MB-873 Ka 500 da 1.500 HP, cui fece seguito, nel maggio 1967 il prototipo statunitense con motore diesel Teledyne Continental AVRC-1100 da 1.475 HP. In quell'anno i due Paesi fissarono definitivamente la somma destinata allo sviluppo del carro, fissata in complessivi 150 milioni di dollari e furono costruiti ulteriori prototipi. Dall'agosto al dicembre 1968 furono effettuati ulteriori collaudi a riguardo del sistema di sospensioni del treno di rotolamento su percorso di 1.000 km mettendo a confronto su strada il sistema tedesco Frieseke & Hopfner con lo statunitense National Water Lift Model 812. Tra l'aprile e il giugno 1969 l'MBT-70 effettuò i test operativi sparando sul poligono di White Sands 21 missili MGM-51 Shillelagh, 16 dei quali colpirono il bersaglio. Tra il luglio e l'agosto 1970 si svolsero ulteriori test sul poligono di Aberdeen Proving Ground sparando ulteriori 13 missili di cui 10 centrarono il bersaglio. Tra il luglio 1970 e il novembre 1971 il prototipo dello KPZ-70 sparò 51 missili MGM-51 Shillelagh di cui 47 colpirono regolarmente il bersaglio.
La complessità tecnica del nuovo carro armato fece si ai due Paesi insorgessero numerosi problemi, sia di carattere tecnico che di costo. Ci furono divergenze sul tipo di armamento, sull'apparato propulsivo, sull'uso dell'unità metrica di misura e SAE per la costruzione dei componenti del carro realizzati separatamente.
Un attento esame degli aspetti finanziari del progetto MBT-70/KPZ-70 effettuati da una specifica commissione mise in evidenza che il costo unitario per un KPZ-70 con cannone da 120 mm destinato alla Bundeswehr avrebbe toccato i 2,2 milioni di marchi ad esemplare, mentre uno destinato all'US Army con obice lanciamissili da 152 mm di 948.000 dollari ad esemplare.
Alla fine del 1969, completati i progetti relativi agli esemplari definiti di “seconda generazione”, a causa della complessità del carro e degli elevati costi di acquisizione, il governo tedesco decise di abbandonare il progetto per dedicarsi al un nuovo carro armato di concezione nazionale, il Kampfpanzers 70 Keiler, divenuto poi il Leopard 2. Il Congresso statunitense decise di abbandonare lo sviluppo dell'MBT-70 nel corso del 1971, invitando l'esercito a svilupparne una versione semplificata designata XM-803. Lo sviluppo di tale veicolo, con costo previsto non superiore ai 583.000 dollari ad esemplare, motore Continental da 1.200 HP e una mitragliatrice coassiale ad azionamento manuale Browning M2 da 12,7 mm posta all'esterno al posto della mitragliera da 20 mm. Questo progetto ebbe, tuttavia, vita breve, in quanto il Congresso lo annullò già nel mese di dicembre 1971 per via del costo che, nonostante le modifiche, raggiungeva i 650.000 dollari ad esemplare.

## Descrizione tecnica

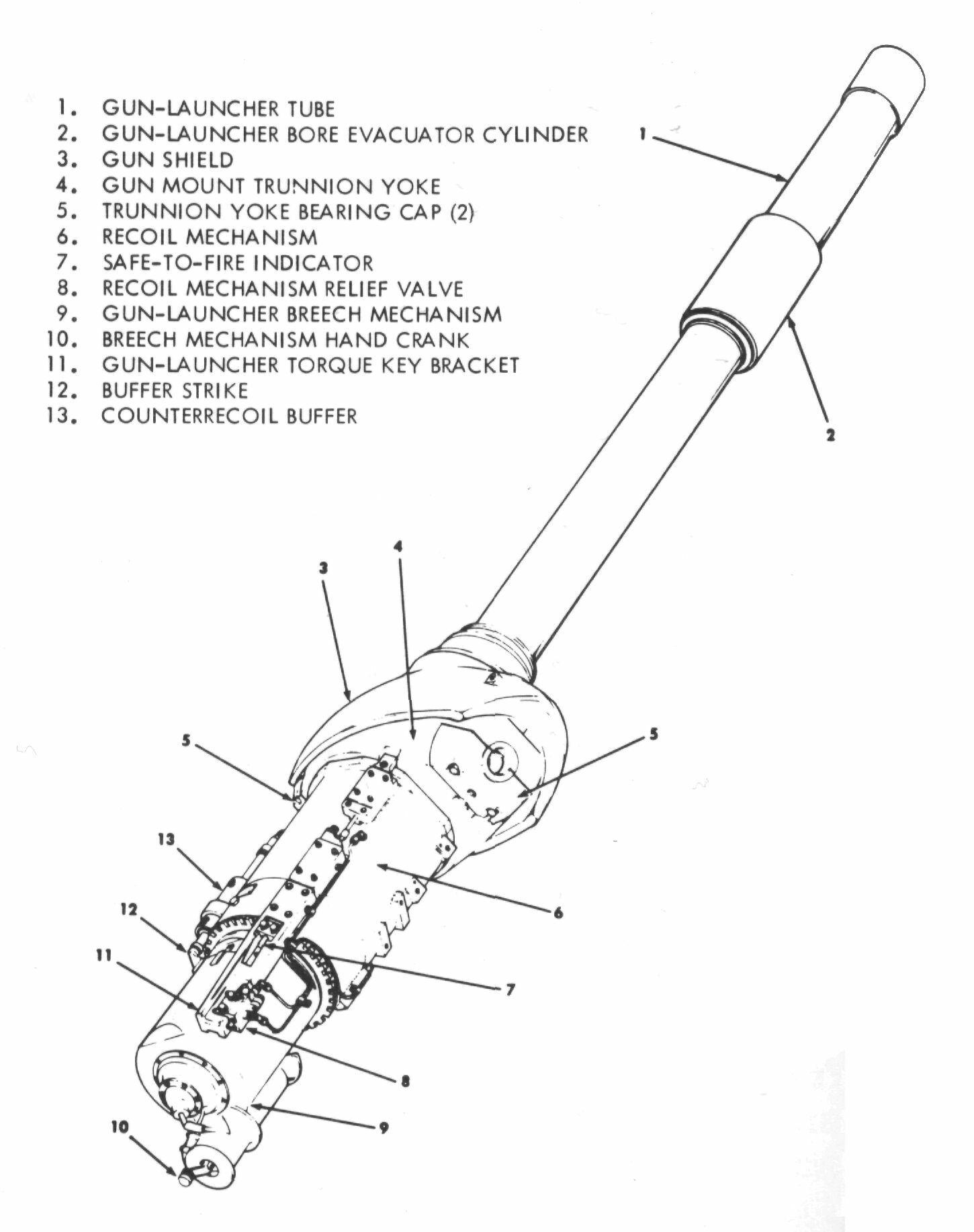
Cannone XM-150 da 152 mm.

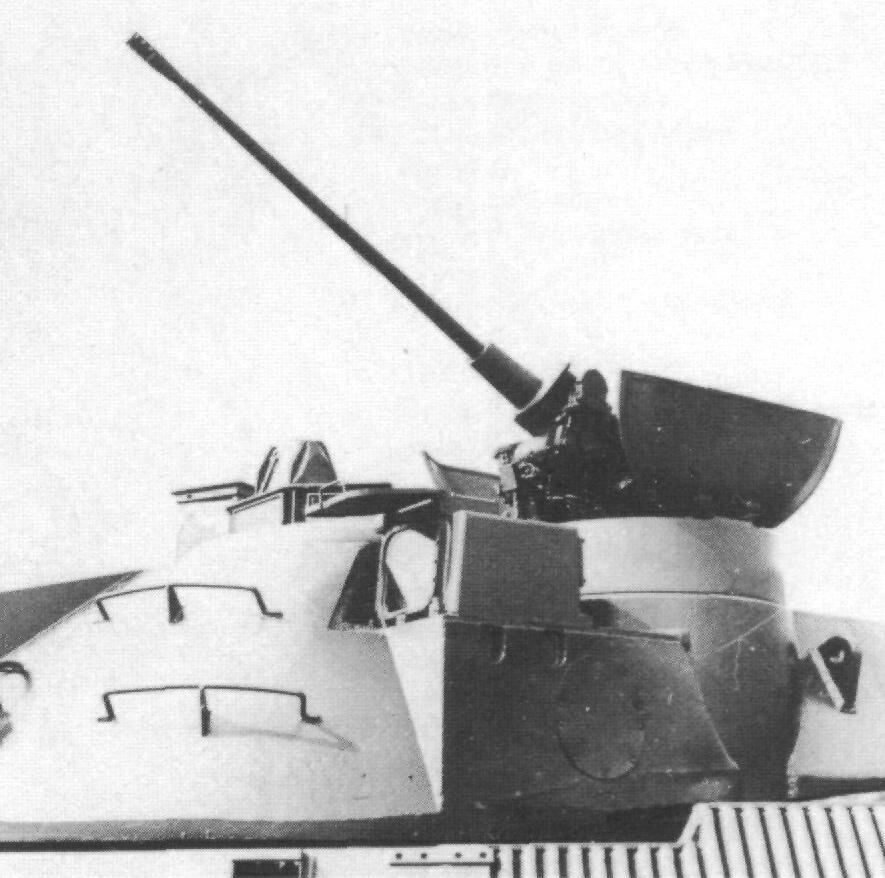
Armamento secondario da 20 mm.

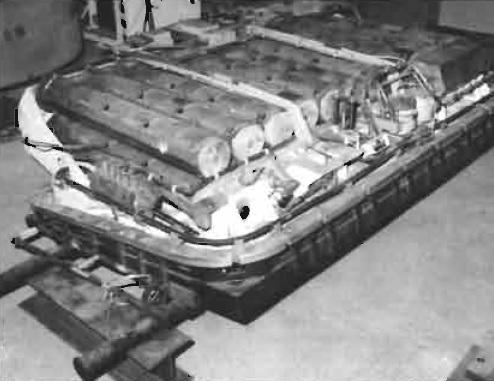
Magazzino delle munizioni per il cannone XM-150 da 152 mm.

Lo MBT-70/KPZ-70 era un carro armato da battaglia (MBT) del peso di 50 tonnellate con peso a secco per il KPZ-70 di 47 tonnellate e di 46 tonnellate per lo MBT-70. Esso era lungo 9,10 m compreso il cannone, mentre lo scafo era lungo 6,99 m, largo 2,59 m e con una altezza minima di 1,99 m, normale di 2,29 m e massima di 2,59 m. La distanza massima dal terreno era di 0,74 m, quella normale di 0,44 m e quella minima di 0,14 m. La larghezza dei cingoli era di 0,64 m mentre la lunghezza dell'impronta era di 4,65 m.
Distinti per nazionalità erano gli apparati propulsivi e l'armamento. Il motore del modello MBT-70 americano era il Continental AVRC-1100 a 12 cilindri a V raffreddato ad aria erogante la potenza di 1.475 HP a 2.800 giri/minuti, associato ad una trasmissione idrostatica Allison XMH-1500-2 a 4 marce avanti e 4 indietro. Esso permetteva al veicolo di raggiungere una velocità massima di 65 km/h e di avere una autonomia massima di 654 km.  Il motore del modello KPZ-70 tedesco era un diesel policarburante MTU MB-873 Ka 500 a 12 cilindri a V raffreddato ad acqua erogante la potenza di 1.500 HP a 1.950 giri/minuto, associato ad una trasmissione idromeccanica a ingranaggi epicicloidali con convertitore di coppia Renk HSWL-354  a 4 marce avanti e 2 indietro. L'unità propulsiva MTU poteva essere facilmente sostituita, insieme alla trasmissione, in 15 minuti. La velocità massima di questo modello era di 70 km/h e l'autonomia massima era di 650 km. La pendenza massima superabile era pari all'80%, la trincea a 2,75 m, l'ostacolo verticale a 2,55 m e il guado senza preparazione a 5,50 m.
L'armamento del modello MBT-70 era quello originale previsto dagli accordi del 1 agosto 1963. esso si basava su un obice lanciamissili XM-150 calibro 152 mm in grado di utilizzare sia munizionamento normale ad alto esplosivo o controcarro a carica cava che il missile controcarro polivalente MGM-51 Shillelagh con gittata di 3.000 m. Il sistema di caricamento automatico, sviluppato dalla ditta italiana OTO Melara, era composto da un magazzino rotante verticale dotato di 16 contenitori, per cinque tipi di munizioni, e garantiva una celerità di tiro di 12 colpi al minuto. L'obice XM-150 poteva sparare proiettili High Explosive, anti-personale, M409A1 High Explosive Anti-Tank (HEAT) e XM578E1 Armor Piercing Fin-Stabilized Discarding Sabot (APFSDS).
L'armamento secondario coassiale al cannone era composto da una mitragliera Hispano-Suiza HSS-820 M-139 da 20 mm, collocata sul lato sinistro in una torretta piatta a comando remoto posta dietro la postazione del conduttore, gestita dal capocarro. La mitragliera M-139 poteva essere impiegata sia contro obiettivi terrestri che contro bersagli aerei facendo uscire l'arma mediante un'apposita apertura sulla parte superiore della torretta. La dotazione era completata da una mitragliatrice coassiale General Electric M-73 da 7,62 mm.
L'armamento del modello KPZ-70 era composto da un cannone ad anima liscia Rheinmetall da 120 mm mentre quello secondario era uguale al modello MBT-70 tranne per il fatto che la mitragliera da 20 mm era la tedesca Rheinmetall Mk-20 Rh-202 e quella da 7,62 mm la MG-3.
Per la difesa passiva lo MBT-70 disponeva di 8 lanciagranate fumogene XM176, ogni lanciagranate conteneva due granate fumogene, una AN-M8 HC e una M34 WP, che venivano azionate dalla postazione del capocarro, fornendo protezione ravvicinata e occultamento per il veicolo. Il KPZ-70 era dotato di 16 lanciagranate fumogeni disposti in quattro file di 4.
Il KPZ-70 definito di “seconda generazione” era leggermente diverso dal modello precedente MBT-70/KPZ-70, con peso in ordine di combattimento pari a 49,6 tonnellate. Lo carro era lungo 9,264 m compreso il cannone, mentre lo scafo era lungo 7,301 m, largo 2,59 m e con una altezza massima di 2,435 m. la distanza dal suolo massima era di 0,697 m, normale di 0,45 m e minima di 0,147 m. La larghezza dei cingoli era di 0,75 m. Il motore era un diesel policarburante MTU MB-873 Ka 500 a 12 cilindri da 1.500 HP accoppiato ad una trasmissione Renk HSWL-35412. La velocità massima era di 68 km/h, l'autonomia di 640 km e poteva superare una pendenza massima del 60%. L'armamento era uguale alla prima versione del KPZ-70.

## Veicoli sopravvissuti

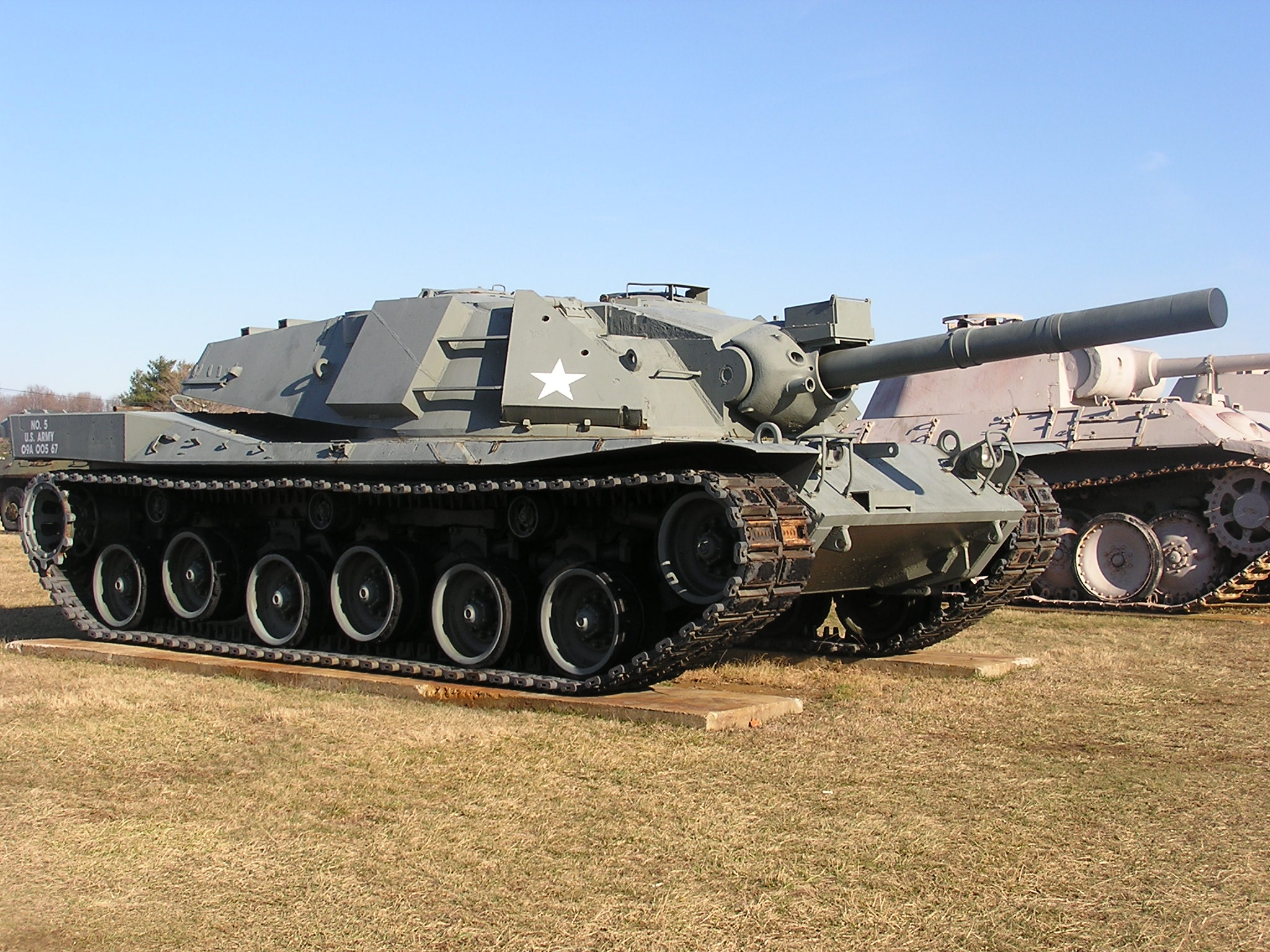
MBT-70 esposto sull'Aberdeen Proving Ground

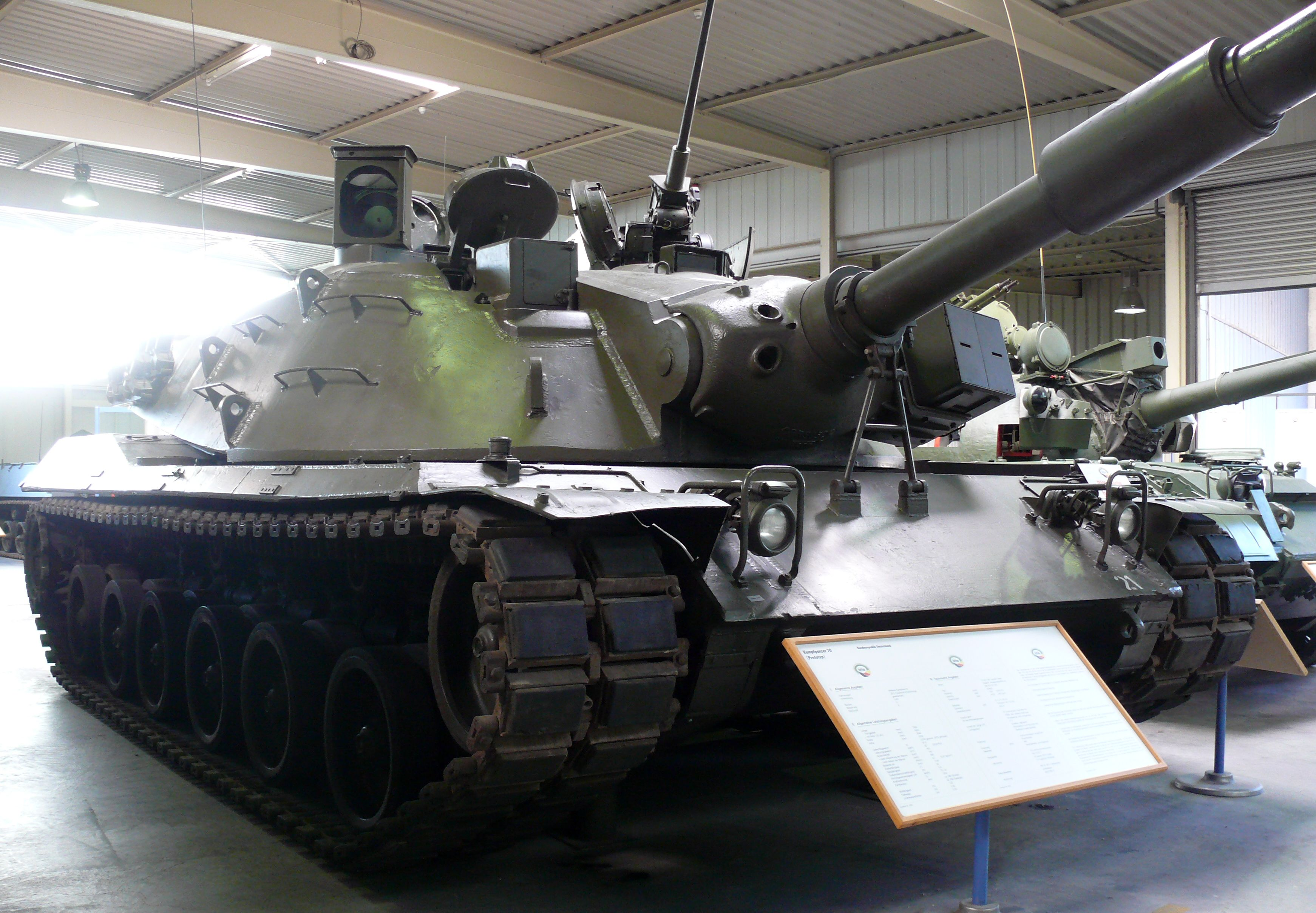
Kampfpanzer 70 a Coblenza

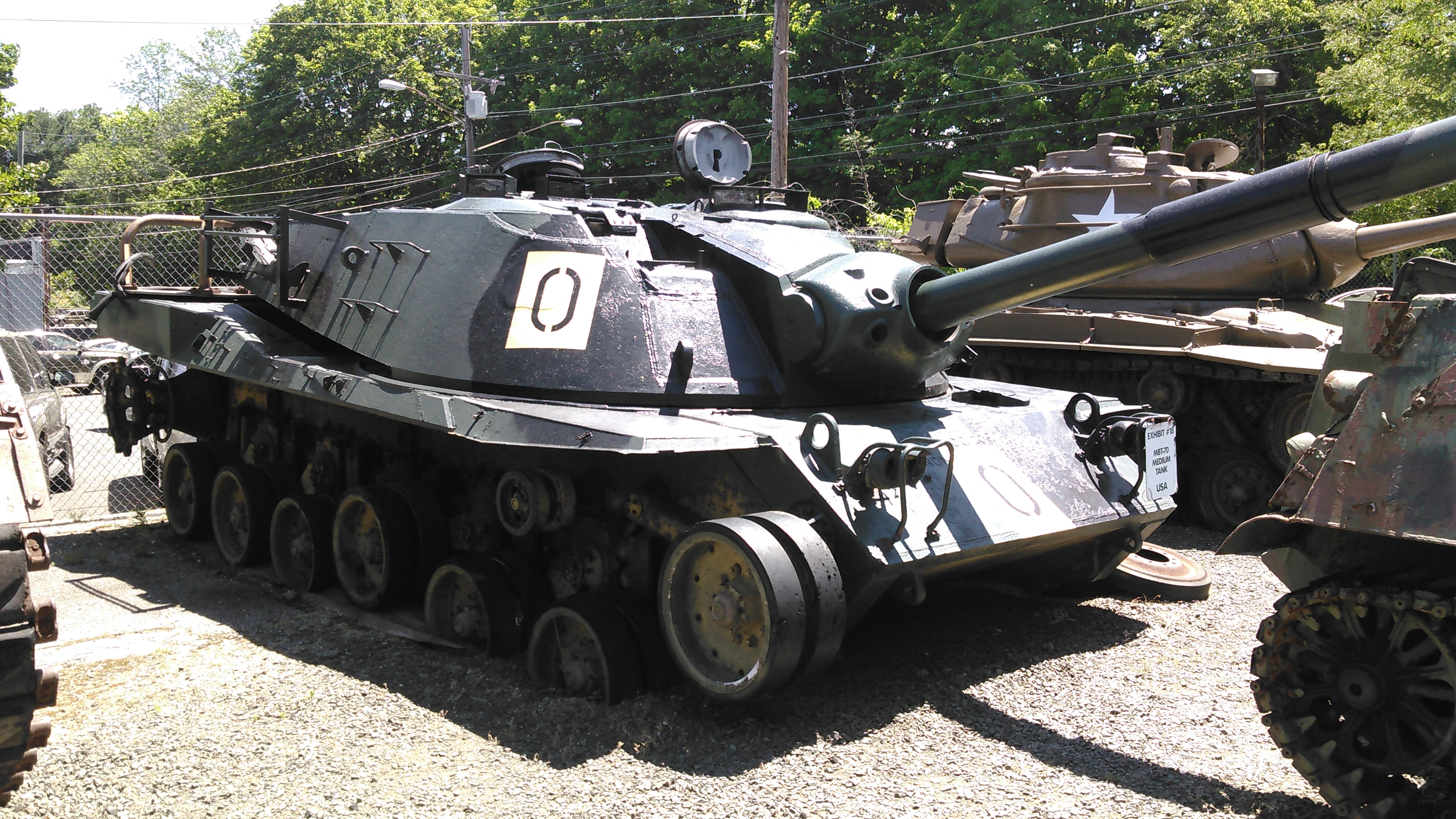
Un MBT-70 costruito in acciaio dolce che era esposto a Danbury, Connecticut.

Sono stati costruiti complessivamente 14 prototipi e veicoli di prova, di cui due in acciaio dolce. Alcuni di loro sono sopravvissuti sino ad ora e sono esposti nei musei.

### Prototipi statunitensi
- Un prototipo è esposto presso lo Anniston Army Depot a Anniston (Alabama).
- Un altro prototipo, così come quello dello XM803, si trova presso lo Armor Museum Restoration Yard a Fort Benning, Georgia.
- Un prototipo in acciaio dolce, in cattive condizioni di conservazione, era esposto presso il Military Museum of Southern New England di Danbury (Connecticut) fino all'ottobre 2019. Dopo la chiusura del Museo è stato venduto per rottamazione ed è sopravvissuta solo la torretta.

### Prototipi tedeschi
- Un prototipo è esposto presso il Deutsches Panzermuseum Munster mentre un altro si trova presso il Wehrtechnische Studiensammlung Koblenz

### Annotazioni
1. ↑  Consorzio composto da Krauss Maffei, Atlas, Reinstahl, Daimler Benz, e Keller & Knappich.
2. ↑  Tale stima tedesca, basata inizialmente su una produzione prevista di 1.500 esemplari, si rivelò poi ampiamente inferiore alla realtà.
3. ↑  Tale trasmissione pesava 1.900 kg e occupava un volume di 1,40 m³.
4. ↑  Tale trasmissione pesava 2.050 kg e occupava un volume di 1,40 m³.
5. ↑  Anche l'Esercito Italiano si interessò a questo carro all'inizio degli anni sessanta.

### Fonti
1. 1 2 3 4 5 6 7 8 9 10 11 12 13 14 15 16  Po 2020, p. 88.
2. ↑  Boyer 1989, p. 131.
3. 1 2 3 4 5  Po 2020, p. 82.
4. 1 2 3  Global Security.
5. ↑  Der Spiegel.
6. 1 2 3 4 5 6  Po 2020, p. 83.
7. 1 2 3 4 5 6 7 8 9  Po 2020, p. 84.
8. 1 2 3 4 5 6 7 8  Po 2020, p. 85.
9. 1 2  Hunnicutt 1990, p. 177.
10. 1 2 3  Po 2020, p. 86.
11. ↑  Hunnicutt 1990, p. 158.
12. 1 2 3 4 5  Po 2020, p. 89.
13. 1 2  Hunnicutt 1990, p. 133.
14. 1 2  Hunnicutt 1990, p. 134.